# Mercedes-Benz W 22
La Mercedes-Benz Type 380 a remplacé les types 380 S et Mannheim 380 S en 1933. La nouvelle voiture a reçu la désignation de type interne W 22. Un total de 154 unités ont été construites jusqu'en 1934.
Le véhicule a un châssis bas en acier embouti à section caissonnée avec un empattement de 3 140 mm et est donc légèrement plus petit dans l'ensemble que les types Mannheim. Toutes les roues sont suspendues individuellement et ont des ressorts hélicoïdaux. La suspension des roues avant, chacune avec deux triangles de longueur inégale, était nouvelle à l'époque. Un essieu oscillant avec deux ressorts de compensation est installé à l'arrière. Les freins à tambour sur toutes les roues sont actionnés hydrauliquement avec un support d'air d'aspiration. Le modèle était disponible en châssis, en voiture de tourisme deux portes, en cabriolet en trois versions (A, B et C), en roadster sport et en berline quatre portes.
Le moteur huit cylindres en ligne a été essentiellement repris de ses prédécesseurs, mais il avait maintenant des soupapes en tête. L'essieu arrière était entraîné par une boîte de vitesses à trois rapports, dont le troisième rapport était conçu en tant que surmultiplicateur, et un arbre à cardan. Il y avait quatre niveaux de puissance différents.

## Moteur M 22 de Daimler-Benz avec ou sans compresseur

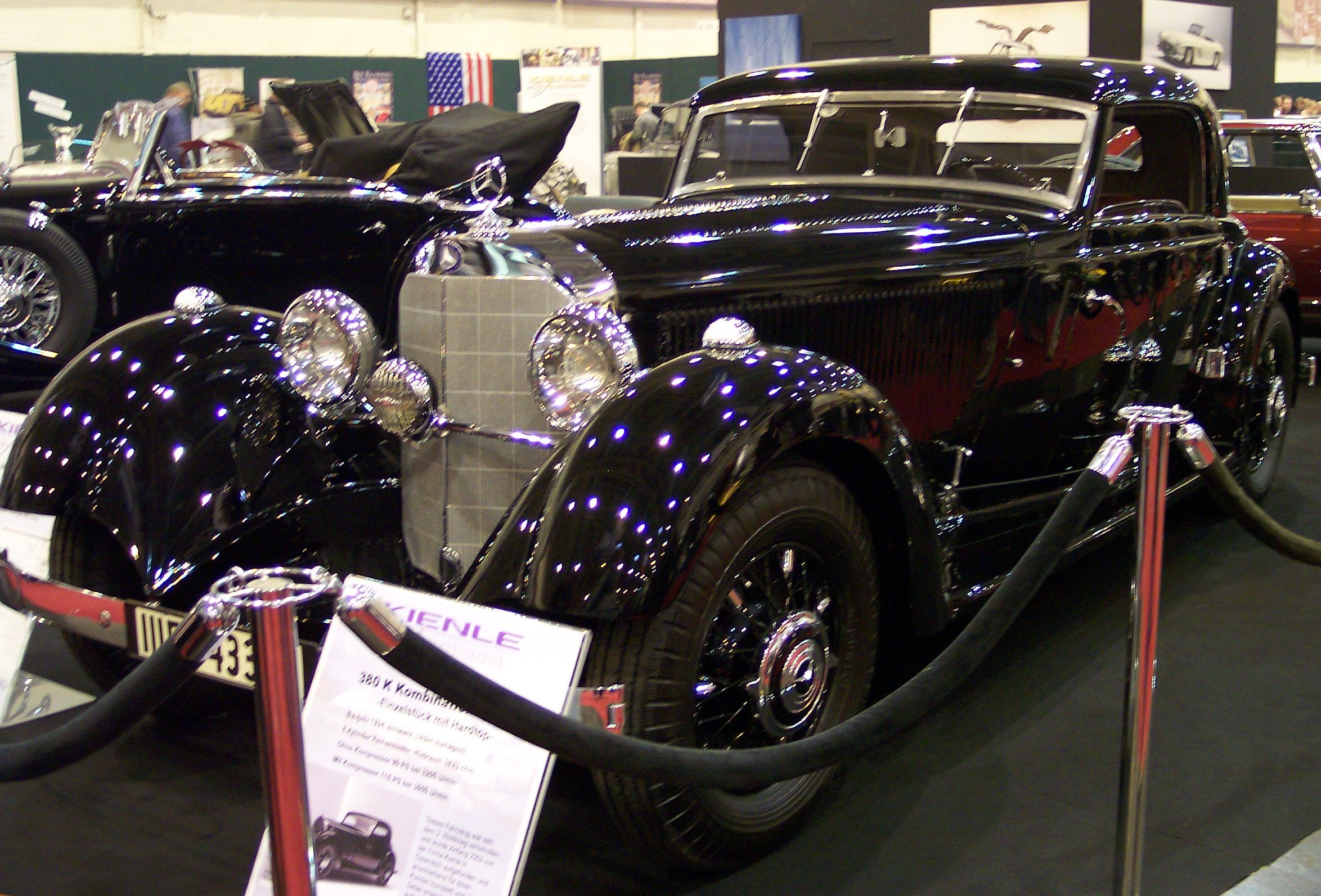
Mercedes-Benz 380 K (1934), modèle avec compresseur attaché

La cylindrée est de 3 823 cm³ et la puissance de 90 ch (66 kW) sans compresseur. Un compresseur attaché était disponible en option, augmentant la puissance à 120 ch (88 kW). La vitesse de pointe est de 120 km/h sans compresseur et de 130 km/h avec compresseur.

## Moteur M 22 K de Daimler-Benz avec compresseur intégré
Le même moteur était également disponible avec un compresseur intégré et développait alors 140 ch (103 kW), résultant en une vitesse de pointe de 135 à 145 km/h (selon le rapport d'essieu arrière).

## Moteur M 22 I de Daimler-Benz avec compresseur intégré

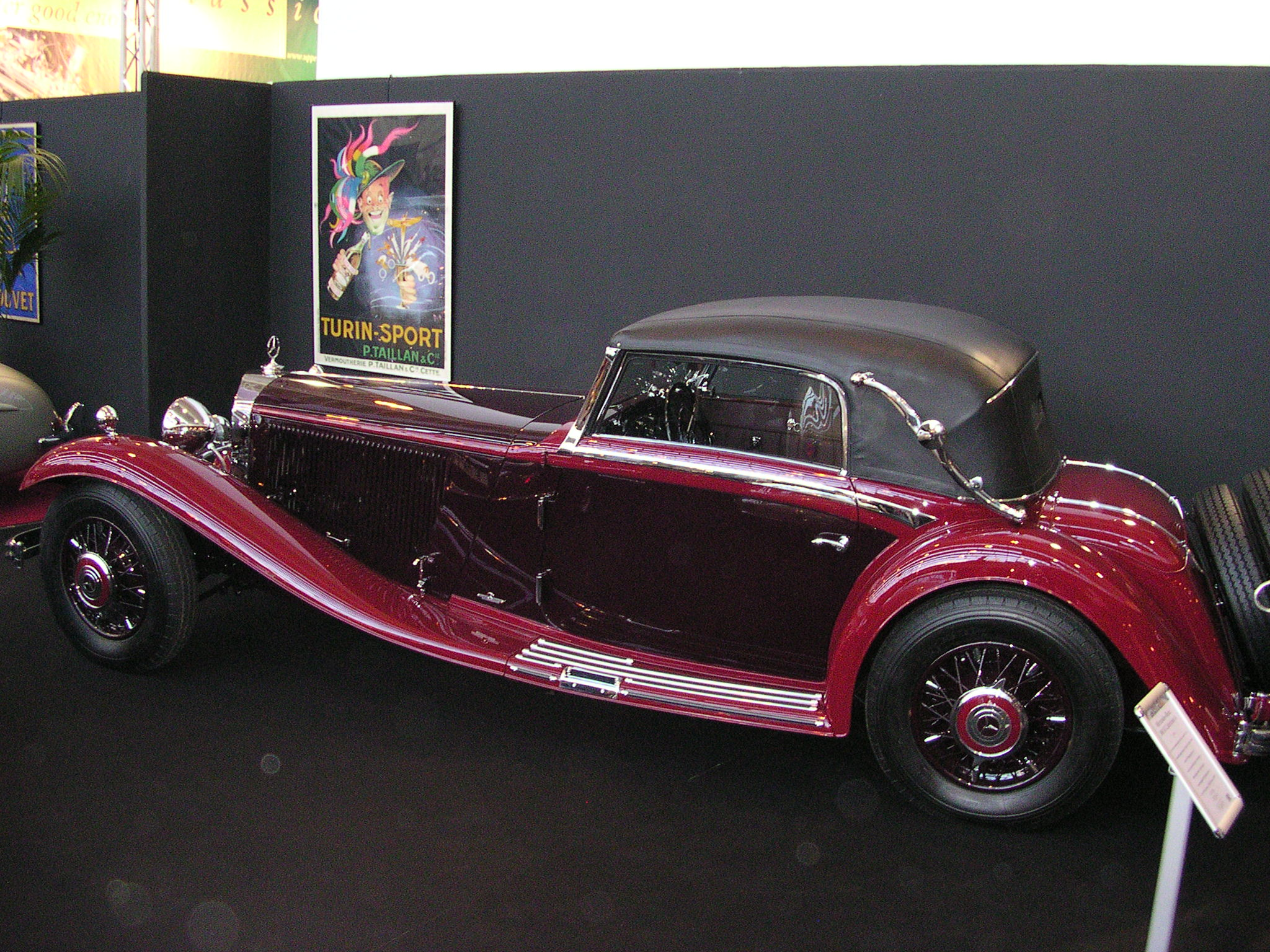
Mercedes-Benz 380 K cabriolet A (avec moteur M 22 I) (1934)

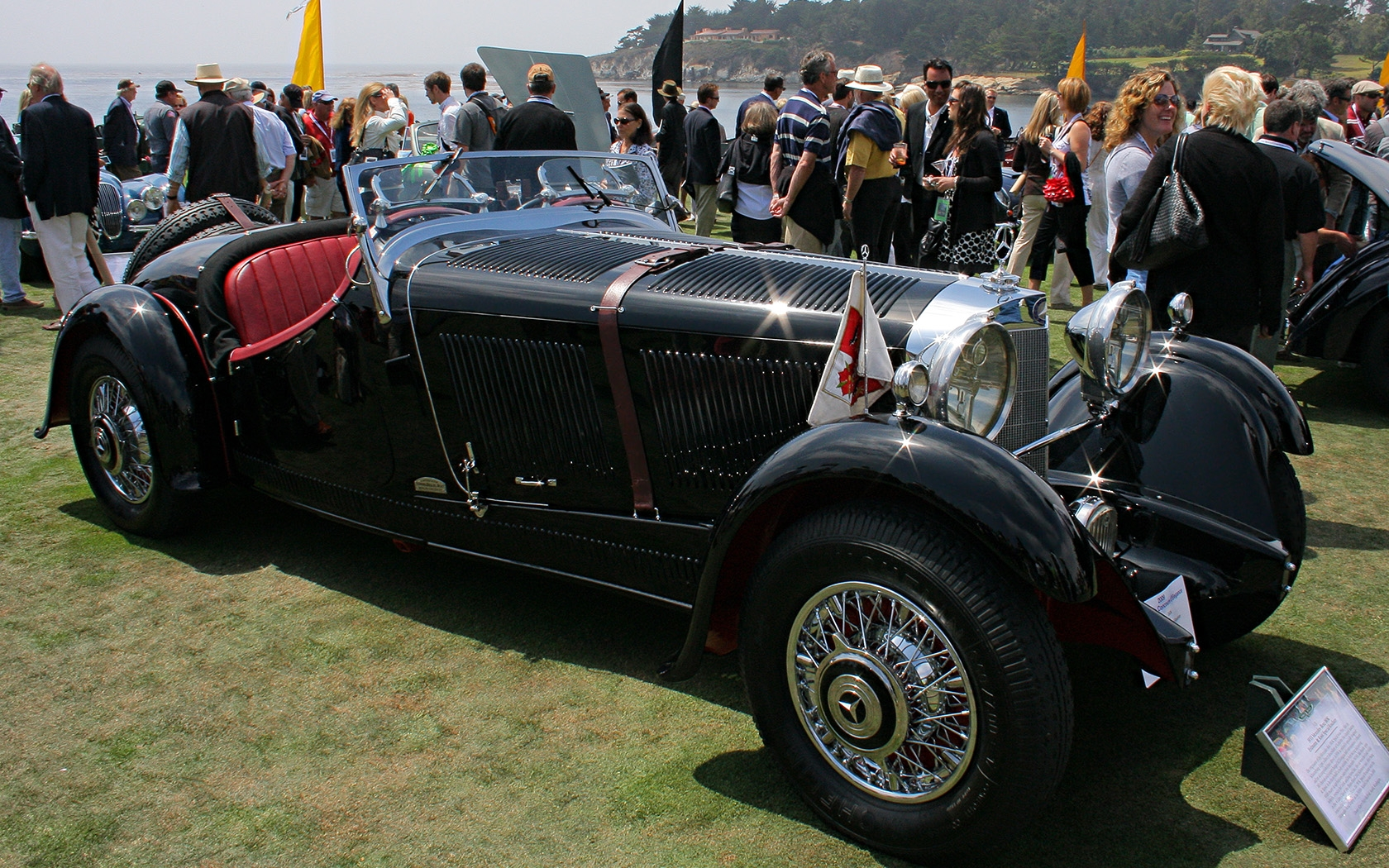
Mercedes-Benz Type 380 K roadster sport avec carrosserie par Erdmann & Rossi (1933)

Le moteur foré a une cylindrée de 4 019 cm³ et délivre 144 ch (106 kW). Les performances de conduite correspondent à la version susmentionnée.
En 1934, ces véhicules ont été remplacés par la Type 500 K plus développée.

## Production W 22
| Année | 1933 | 1934 | total |
| ----- | ---- | ---- | ----- |
| W 22  | 93   | 61   | 154   |

Numéros de châssis de la 380 sont 95271-95370 (100 véhicules) 103321-103370 (50 véhicules) et 105410.